# İbrahim Okyay

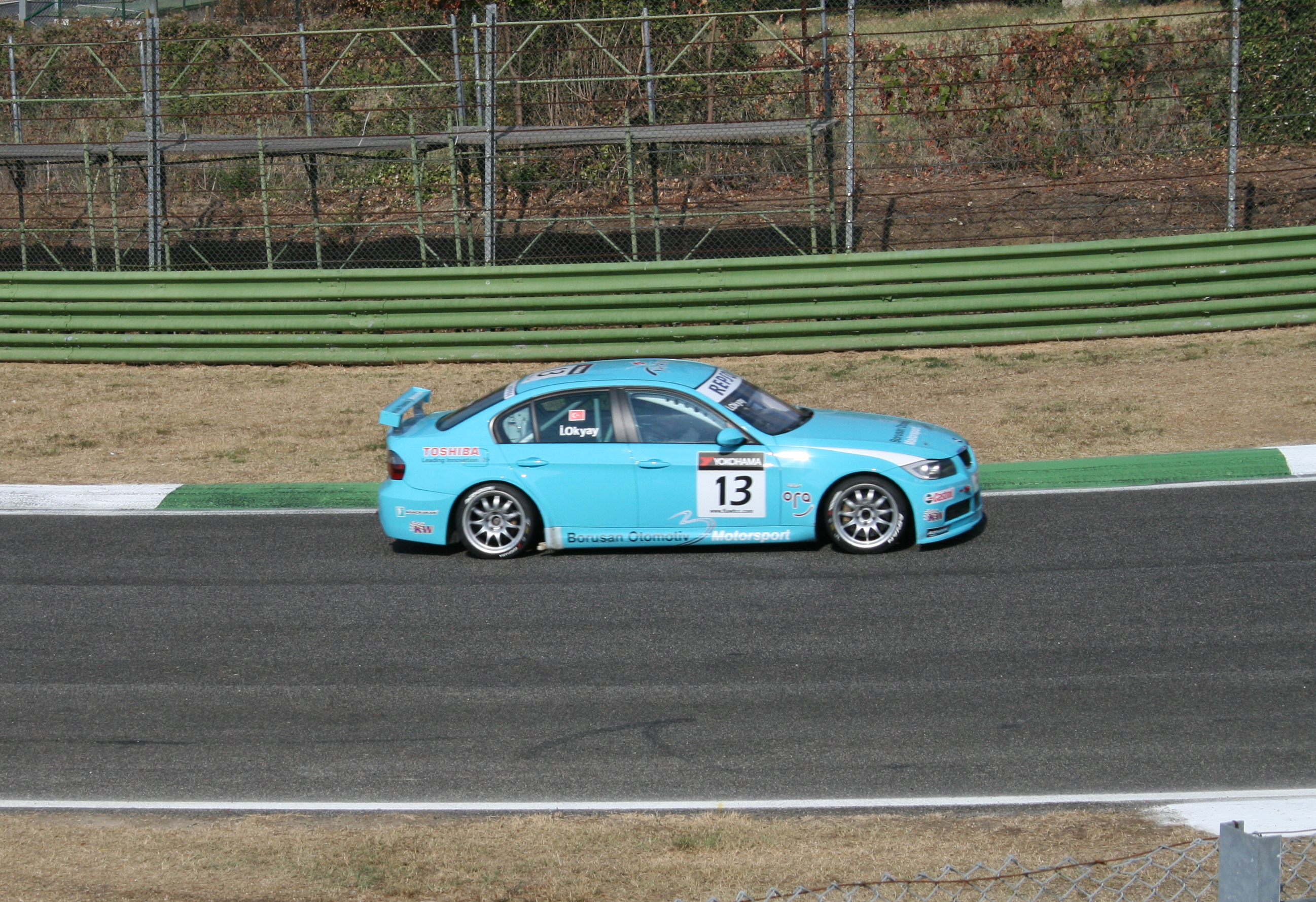
İbrahim Okyay, i sin karakteristiska ljusblåa BMW 320si från Borusan Otomotiv Motorsport, under FIA WTCC Race of Europe 2008.

İbrahim Okyay, född 1 augusti 1969 i Istanbul, är en turkisk rally- och racerförare.

## Racingkarriär
Okyay har blandat rally och standardvagnsracing i olika turkiska klasser. Han har bland annat vunnit Turkish Touring Car Championship sex gånger, dock i olika klasser. År 2006 körde han sin första stora internationella standardvagnstävling, i form av World Touring Car Championship. Det året tävlade han endast på hemmaplan i FIA WTCC Race of Turkey, men 2008 körde han hela säsongen och kom sexa i privatförarcupen. Under 2010 körde Okyay i Super 2000-klassen i European Touring Car Cup och tog en total fjärdeplats.
Okyay återvände till World Touring Car Championship 2011, i samband med FIA WTCC Race of Italy. Senare under säsongen körde han även FIA WTCC Race of Germany och European Touring Car Cup på Salzburgring. I WTCC nådde han inga poängplatser i förarmästerskapet, men i ETC Cup blev han femma i det första racet och tvingades bryta det andra. Sammanlagt blev han sjua i Super 2000-klassen.
Okyay hoppas på att vara tillbaka i WTCC och köra hela säsongen 2012.
| År                                               | Klass/Mästerskap                                               | Team                            | Bil                | Totalt/poäng | Bästa placering               |
| ------------------------------------------------ | -------------------------------------------------------------- | ------------------------------- | ------------------ | ------------ | ----------------------------- |
| 1992                                             | Ermeydaný Circuit Race                                         | ?                               | Renault 9          | 5:a/?p       | ?                             |
| 1995                                             | Turkish Touring Car Championship - K1                          | ?                               | Opel Kadett GSÝ    | 2:a/?p       | ?                             |
| 1996                                             | Turkish Touring Car Championship - K1                          | ?                               | Opel Kadett GSÝ    | 2:a/?p       | ?                             |
| 1997                                             | Turkish Touring Car Championship - K1                          | ?                               | Opel Kadett GSÝ    | 1:a/?p       | ?                             |
| 1998                                             | Turkish Touring Car Championship - Super Production            | ?                               | Nissan Primera GT  | 2:a/?p       | ?                             |
| 1999                                             | Turkish Touring Car Championship - Grup N                      | ?                               | Proton Evo III     | 1:a/?p       | ?                             |
| 2001                                             | Turkish Touring Car Championship - Grup A                      | ?                               | Opel Astra Kit Car | 1:a/?p       | ?                             |
| 2006                                             | Turkish Touring Car Championship                               | ?                               | BMW 320i           | 3:a/?p       | ?                             |
| 2006                                             | World Touring Car Championship                                 | Kosifler Gillette M3 Power Team | BMW 320i           | -/0p         | 14:e i Istanbul (Race 2)      |
| 2007                                             | Turkish Touring Car Championship - Super Group                 | ?                               | BMW 320si          | 1:a/?p       | ?                             |
| 2008                                             | World Touring Car Championship                                 | Borusan Otomotiv Motorsport     | BMW 320si          | -/0p         | 10:a i Macau (Race 2)         |
| 2008                                             | World Touring Car Championship - Yokohama Independents' Trophy | Borusan Otomotiv Motorsport     | BMW 320si          | 6:a/51p      | ?                             |
| 2009                                             | Turkish Touring Car Championship - Maxi Group                  | ?                               | BMW 320si          | 1:a/?p       | ?                             |
| 2010                                             | Turkish Touring Car Championship                               | ?                               | ?                  | 1:a/?p       | ?                             |
| 2010                                             | European Touring Car Cup - Super 2000                          | Borusan Otomotiv Motorsport     | BMW 320si          | 4:a/22p      | 4:a i Braga (Race 2)          |
| 2011                                             | World Touring Car Championship                                 | Borusan Otomotiv Motorsport     | BMW 320si          | -/0p         | 13:e på Oschersleben (Race 2) |
| 2011                                             | World Touring Car Championship - Yokohama Trophy               | Borusan Otomotiv Motorsport     | BMW 320si          | 15:e/3p      | 6:a på Oschersleben (Race 2)  |
| 2011                                             | World Touring Car Championship - Jay-Ten Trophy                | Borusan Otomotiv Motorsport     | BMW 320si          | 5:a/33p      | Två segrar                    |
| 2011                                             | European Touring Car Cup - Super 2000                          | Borusan Otomotiv Motorsport     | BMW 320si          | 7:a/4p       | 5:a på Salzburgring (Race 1)  |
| Senast uppdaterad: 2011-11-22 (4799 dagar sedan) |                                                                |                                 |                    |              |                               |